# Phytobia carbonaria
Phytobia carbonaria este o specie de muște din genul Phytobia, familia Agromyzidae. A fost descrisă pentru prima dată de Zetterstedt în anul 1848.
Este endemică în Sweden. Conform Catalogue of Life specia Phytobia carbonaria nu are subspecii cunoscute.